# Stellan Hagmalm

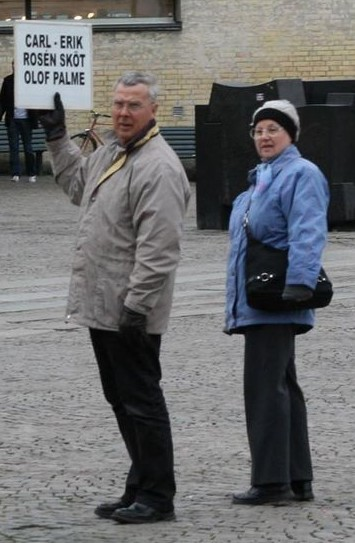
Stellan Hagmalm med sin syster i Lund i mars 2007.

Stellan Hadar Hagmalm, född 9 oktober 1942 i Ulricehamn, död 24 maj 2013 i Lund, var en svensk excentriker. Hagmalm gick sedan 2003 dagligen runt i Lund med en pappskylt.
Det mest kända meddelandet på Hagmalms skylt löd: 
Carl-Erik Rosén sköt Olof Palme
på framsidan och på baksidan
Sluta mörda oss.
2009 ändrade Hagmalm skyltens text ett flertal gånger. Under 2011 stod det på skylten "Ge mig läkarvård utan inlåsning" samt "Tandvård utan angrepp".
Den läkarvård som Hagmalm behövde avser behandling mot hjärtbesvär, men han upplevde sig enbart erbjudas institutionaliserad mentalvård, vilket han inte önskade.
Så sent som i mitten av maj 2013 syntes dock Hagmalm i centrala Lund, då mycket svag och utmärglad. Han begravdes på Norra kyrkogården i Lund.
Hagmalm var en lokal kändis i Lund, och uppmärksammades bland annat av TV-programmet 100 Höjdare. Han var dock inte villig att medverka i programmet med motiveringen "Det hjälper oss inte".

## Konspirationsteorin
Anledningen till vandrandet med skylten var, enligt Hagmalm själv, att hans barndomskamrat Carl-Erik Rosén ska ha konspirerat mot honom och hans släkt (tillsammans med samtliga svenska politiker och massmedia) för att dölja det faktum att Hagmalm i själva verket var Sveriges tronarvinge. Palme mördades för att avleda uppmärksamheten från detta avslöjande. Hagmalm hävdade att han även utsatts för tankekontroll och såg tecken till sammansvärjning i princip överallt, bland annat i Estoniakatastrofen och Lasermannen. Bakom konspirationen skulle ligga en hemlig organisation som störtade Romarriket, grundade kristendomen och startade andra världskriget för att bilda FN, med avsikt att utplåna Hagmalms släkt.
Hagmalm hävdade också att Dagmar Hagelin mördades i Argentina 1977 enbart eftersom hennes namn hade blivit förväxlat med Hagmalms vilken, enligt denna uppfattning,  egentligen var gärningsmännens tilltänkta offer.
På liknande sätt var 11 september-attackerna 2001 egentligen avsedda som ett led i den konspiration som drabbat Hagmalm.
Rosén kände till Hagmalms anklagelser, men avböjde att stämma honom för förtal, eftersom han ansåg att det inte skulle hjälpa Hagmalm.
Hagmalm var till sitt sätt en mycket artig och vänlig man som gärna och utan någon som helst påstridighet berättade om den kamp och de samband han ville lyfta fram i offentligheten, inte minst i hopp om att någon akademiskt bildad person i Lund skulle ta till sig budskapet och hjälpa till att avslöja vidden av de oförrätter som Hagmalm ansåg sig vara utsatt för.

## Från Jönköping till Lund
Hagmalm försökte rikta uppmärksamheten mot sin utsatta situation i Jönköping i mer än tio år, där han vid ett tillfälle riskerade att bli stämd för förtal, men ingen process inleddes. Han bytte i början av 2003 plats till Lund.
Hagmalm stod ofta på valda platser i Lund som hörnet av Clemenstorget, utanför Stadshallen på Stortorget, framför universitetshuset eller Historiska institutionen.
I Jönköping fick Hagmalm smeknamnet Allvetar'n, eftersom han hade handen uppräckt då han promenerade genom staden. I handen fanns ett kvitto från Posten. I Lund har Hagmalm gått under diverse epitet såsom Jag-vet-vem-som-sköt-Olof-Palme-Mannen, Lappmannen, Skyltmannen, Mannen med skylten, Sluta-mörda-oss-mannen eller Statement man.